# UAM Macau (UAM202)
A Macau é uma réplica de uma lorcha macaense construída no território pela Marinha Portuguesa, com a classificação de UAM. Após participar na EXPO'98 foi doada à Aporvela, e posteriormente à Fundação Oriente

## História
Em 1986 em grupo de emigrantes portugueses da África do Sul encomendou a Samuel e Filhos, construtor naval de Vila do Conde, Portugal, uma réplica de uma caravela, a "Bartolomeu Dias", para assinalar a presença portuguesa nesse país. A ideia de fazer algo semelhante em Macau nasceu e cresceu no seio do contingente da Marinha no território, e após alguns estudos, foi iniciada a sua construção.

## A Lorcha "Macau" (UAM 202)
Lopo após o seu lançamento à água, a Lorcha Macau navegou até ao Japão para participar no Festival da Espingarda, na ilha de Tanegashima, onde se comemora todos os anos e chegada dos portugueses ao Império do Sol Nascente, tendo visitado também os portos de Kagoshima, Nagasaky e Omura.
Nos anos seguintes foram efectuadas várias viagens no mar da China, até à Correia, Singapura, etc. Em 1998 foi trazida para Lisboa, onde teve um lugar de destaque na Exibição Náutica da EXPO'98. Nesse mesmo ano foi abatida ao efectivo, por despacho do Almirante CEMA a 28 de Setembro e entregue a título gratuito à APORVELA. Posteriormente foi cedida para a Fundações Oriente.
A Lorcha Macau foi totalmente desmantelada em 2018.

## Características
Comprimento fora a fora: 26,52 m
Comprimento incluindo gurupés e retranca: 34,10 m
Boca máxima: 6,60 m
Pontal: 3,58 m
Calado: 3,00 m
Guarnição fixa: 10